# Nikołaj Pankow
Nikołaj Aleksandrowicz Pankow, ros. Николай Александрович Панков (ur. 2 grudnia 1954 we wsi Marjino w obwodzie kostromskim) – rosyjski polityk, sekretarz stanu – zastępca Ministra Obrony Federacji Rosyjskiej, generał armii.  

## Życiorys
W latach 1974–1976 odbywał służbę wojskową w oddziale pogranicznym Północno-Zachodniego Okręgu Pogranicznego. W 1980 roku ukończył Wyższą Szkołę Komitetu Bezpieczeństwa Państwowego przy Radzie Ministrów ZSRR i pozostał w niej jako pracownik dydaktyczno-naukowy.
W latach 1997–1998 był szefem Zarządu Administracyjnego Służby Pogranicznej Federalnej Służby Bezpieczeństwa Federacji Rosyjskiej. W latach 1998–2001 kierował Biurem Rady Bezpieczeństwa Federacji Rosyjskiej.
Od 2001 do 2004 był szefem Zarządu Administracyjnego, szefem Głównego Zarządu Kadr Ministerstwa Obrony Narodowej Federacji Rosyjskiej – zastępcą Ministra Obrony do spraw kadr. W latach 2004–2005 był szefem Służby Kadrowej i Pracy Wychowawczej Ministerstwa Obrony. Od 13 września 2005 jest sekretarzem stanu – zastępcą Ministra Obrony Federacji Rosyjskiej.  
Dekretem prezydenckim z dnia 30 marca 2009 został zwolniony ze służby wojskowej z przeniesieniem do kategorii urzędników państwowych z zachowaniem stanowiska. Generał armii rezerwy. 
Rzeczywisty radca stanu Federacji Rosyjskiej II klasy od 30 kwietnia 2010; kandydat nauk prawnych, docent.

## Ordery i odznaczenia[1]
- Order „Za zasługi dla Ojczyzny” II, II i IV klasy;
- Order Aleksandra Newskiego;
- Order Honoru

i medale.